# Morten Hulgaard
Morten Alexander Hulgaard (23 augustus 1998) is een voormalig Deens wielrenner.

## Carrière
In juni 2016 werd Hulgaard, achter Mikkel Bjerg en Frederik Madsen, derde op het nationale kampioenschap tijdrijden voor junioren. Twee dagen later was enkel Madsen sneller in de wegwedstrijd.
In 2017 werd Hulgaard vijfde in het door Kasper Asgreen gewonnen nationale kampioenschap tijdrijden voor beloften. In september werd hij door Robbert de Greef geklopt in de Kernen Omloop Echt-Susteren. Later die maand werd hij, samen met Martin Toft Madsen, negende in de Duo Normand.

## Overwinningen
2019
1e etappe deel A Ronde van de Mirabelle
Puntenklassement Ronde van de Mirabelle
2020
Jongerenklassement Bałtyk-Karkonosze-Tour

## Resultaten in voornaamste wedstrijden
|      | \| Jaar \| Waalse Pijl \| Parijs-Tours \| \| ---- \| ----------- \| ------------ \| \| 2021 \| \| 71e \| \| 2022 \| 123e \| 93e \| |              |
| Jaar | Waalse Pijl | Parijs-Tours |
| 2021 | | 71e          |
| 2022 | 123e | 93e          |

## Ploegen
- 2017 –  BHS-Almeborg-Bornholm
- 2018 –  BHS-Almeborg-Bornholm
- 2019 –  ColoQuick
- 2020 –  Uno-X Norwegian Development Team
- 2021 –  Uno-X Pro Cycling Team
- 2022 –  Uno-X Pro Cycling Team

Andreasen · Bregnhøj · Hansen · Hjort · Hulgaard · Jensen · Klaris · C. Lisson · J. Lisson · Madsen · Nikolajsen · Pedersen · Quaade · Skov-Jensen · Toudal
Abrahamsen · Andersen · Blikra · Charmig · Dversnes · Eg · Gregaard · Gudmestad · Halvorsen · Hansen · Hindsgaul · Holter · Hulgaard · A. Johannessen · T. Johannessen · K. Kulset · S. Kulset · Larsen · Levy · Resell · Saugstad · A. Skaarseth · I. Skaarseth · Sleen · Tiller · Træen · Urianstad · Wærenskjold · Wærsted